# برایان بیگینز
برایان بیگینز (انگلیسی: Brian Biggins; ۱۹ مهٔ ۱۹۴۰ – ۱۳ سپتامبر ۲۰۰۶) بازیکن فوتبال اهل بریتانیا بود.